# Helene Wildbrunn
Leonore Helene Wildbrunn, de soltera Leonore Helene Wehrenfennig (Viena, Àustria, 8 d'abril de 1882 – ibidem, 10 d'abril de 1972) fou una soprano operística austríaca. Va ser una famosa cantant wagneriana, que posseïa una gamma vocal molt ampla i dotada d'una gran creativitat dramàtica.

## Carrera
Helene Wehrenfennig va néixer a Viena el 1882, filla d'un operador de ferrocarril. Va estudiar a Viena al Conservatori Gesellschaft der Musikfreunde amb Rosa Papier-Paumgartner, que havia estat abans professora d'Anna Bahr-Mildenburg i de Lucie Weidt. Inicialment es va preparar com a contralt, però amb una gamma vocal molt ampla. Va fer el seu debut la temporada de 1907 al Staatstheater de Dortmund, on va cantar papers de contralt i de mezzosoprano. En aquest teatre va actuar en 23 funcions diferents aquella temporada, i en la 1913 va interpretar els papers de Waltraute, Erda i Fricka de Der Ring des Nibelungen de Wagner i de Brangäne en Tristan und Isolde del mateix compositor.
Es va casar el 1914 amb el cantant d'òpera Karl Wildbrunn (1873–1938), del qual va prendre el cognom com era de costum aleshores. Des de llavors és com a Helene Wildbrunn. Poc després es van traslladar a Stuttgart, on ella va esdevenir membre del Staatstheater de Stuttgart (1914-1918). En aquella època va treballar la seva veu com a soprano, interpretant els papers de Rezia en Oberon de Weber, Amelia, Leonore, Brünnhilde en Siegfried i Götterdämmerung de Wagner, Valentine en Les Huguenots de Meyerbeer, Kundry en Parsifal de Wagner i la Mariscala en Der Rosenkavalier de Richard Strauss. De 1919 a 1925 va actuar a l'Òpera Estatal de Berlín, de 1925 a 1932 al Städtische Oper Berlín i de 1919 a 1932 a l'Òpera de l'Estat de Viena. Durant aquest temps va ser convidada a teatres d'òpera d'arreu el món, incloent-hi el Queen's Hall de Londres, Gran Teatre del Liceu de Barcelona (Tristan und Isolde, novembre de 1930) i el Teatro Colón de Buenos Aires, per una invitació de Felix Weingartner. Va debutar al Royal Opera House Covent Garden de Londres el maig de 1927 amb Fidelio de Ludwig van Beethoven. A La Scala de Milà va interpretar els papers de Kundry i Brünnhilde, tenint com a companys a Lotte Lehmann, Walter Kirchhoff, Emil Schipper i Carl Braun. Es considera el millor paper seu el d'Isolde del Tristan und Isolde de Wagner.
De 1932 a 1950 va actuar com a cantant de concerts i va fer classes a l'Acadèmia de Música de Viena. Va morir l'abril de 1972 als 90 anys. La seva tomba es troba al cementiri Neustifter Friedhof de Viena (grup J, fila 1, número 1).